# 貴陽駅
貴陽駅（きようえき/簡体字: 贵阳火车站）は中華人民共和国貴州省貴陽市南明区にある中国国鉄成都鉄路局が管轄する駅である。

## 駅構造
単式ホーム2面、島式ホーム4面を持つ地上駅である。南西方向に車輌基地を持つ。

## 所属路線
- 中国国鉄
  - 川黔線：重慶駅起点より423.6km[1]
  - 滬昆線：元湘黔線と元貴昆線：上海南駅起点より2022km、株洲駅より905km、昆明駅終点まで639km
  - 黔桂線：柳州駅終点まで489km、貴定駅まで滬昆線と重複。
  - 貴陽東線：貴陽南まで黔桂線と重複。貴陽東駅終点まで12km。
- 貴陽軌道交通
  - 1号線

## 利用状況
本駅は黔桂線、川黔線、滬昆線の旅客を扱う一等駅である。1日当たり約130本の旅客列車が発着する。

## 駅周辺
- 長距離バスターミナル
- 鉄龍酒店
- 体育賓館
- 通達飯店
- 明珠飯店
- 貴陽五新商務酒店
- 四川老郷飯店
- 広東湛江飯店

## 歴史
- 1959年1月7日 - 黔桂線の開通に伴い開業した。設計は倪嘉生である。
- 1965年10月1日 - 川黔線が開通した。
- 1966年7月1日 - 貴昆線が開通した。
- 1974年10月23日 - 湘黔線が開通した。
- 1990年代末 - 駅舎改築。
- 2013年 - 駅舎再改築開始[2]。
- 2014年1月16日 - 駅舎再改築完了[3][4]。

## 隣の駅
中国国鉄
滬昆線・黔桂線
大土駅 - 谷立駅 - 貴陽南駅（操車場）- 貴陽駅 - 貴陽南駅（操車場）- 貴陽西駅 - 石板哨駅
川黔線
貴陽北駅 - 貴陽駅
貴陽東線
貴陽駅 - 貴陽南駅（操車場）- 貴陽東駅（貨物駅）
貴陽軌道交通
1号線
河浜公園駅 - 貴陽火車站駅 - 沙沖路駅